# Bahnhof Zolleiche
Der Bahnhof Zolleiche ist ein Umschlagbahnhof (Ubf) an der Hunsrückquerbahn. Er liegt im rheinland-pfälzischen Landkreis Bernkastel-Wittlich zwischen den Ortschaften Hinzerath und Hochscheid. Im Betriebsstellenverzeichnis trägt er das Kürzel SHDZ. Der Bahnhof war von 1989 bis 1992 der einzige Umschlagbahnhof der United States Air Forces in Europe (USAFE) für alle Hauptstützpunkte in Zentraleuropa.

## Geschichte
Die bereits bei der Eröffnung der Hunsrückquerbahn 1908 eröffnete Holzladestelle Zolleiche diente bis 1961 der Verladung von Forstprodukten. Reste eines Stellwerkes lassen darauf schließen, dass die Ladestelle zeitweise auch die Funktion eines Bahnhofs oder einer Blockstelle hatte. Bis 1953 erfolgte die Bedienung der Ladestelle als Sperrfahrt von den Nachbarbahnhöfen Hochscheid oder Hinzerath. Anfang 1954 wurden die beiden vorhandenen Schutzweichen durch Gleissperren ersetzt. Gleichzeitig wurde der Zugleitbetrieb eingeführt und Trapeztafeln als Deckungssignale aufgestellt. Die Bedienung erfolgte durch die werktägliche Übergabefahrt nach Morbach. 1961 endete vorläufig die Geschichte der Ladestelle Zolleiche durch Rückbau aller Weichen. 
In den 1980er-Jahren benötigte die NATO neue Verlademöglichkeiten, um die nahegelegene Hahn Air Base und das US-Munitionsdepot Wenigerath zu versorgen. Die Ladestelle Zolleiche wurde als Bahnhof reaktiviert. 1988 wurde eine Waldfläche von 2,5 ha entlang der Bahnstrecke gerodet und eine Schneise zur Bundesstraße 50 geschlagen. Die Zufahrt wurde den Bedürfnissen angepasst und für hohe Traglasten ausgelegt. Ebenfalls wurde die 640 m lange und 25 m breite Umschlagfläche mit Verbundsteinen befestigt. 
Die Infrastruktur der Ladestelle zeigt eine Bauart ohne jegliche Art von Rampen und Überhöhungen.  Die ebene und befestigte Fläche parallel zu den Ladegleisen hat keinerlei stationäre Ladehilfen. Be- und Entladung von Fahrzeugen kann nur mit Hilfe von zusätzlichem fahrbarem Hilfsgerät erfolgen.
Man verlegte ein 680 Meter langes zweites Gleis im Bereich der Umschlagstelle, es wurde mit Schutzweichen gesichert und diente auch als Abstellgleis. Eine Rückhalteeinrichtung für wassergefährdende Stoffe und eine Flutlichtanlage wurden installiert. Ende Januar 1989 waren die Baumaßnahmen  abgeschlossen, die Übergabe an die US Air Force erfolgte im Februar 1989. Die Einrichtung unterstand der 50th Ammunitions Supply Squadron der USAFE, die auch das US-Munitionsdepot bei Wenigerath betreute. 
Höhepunkt der Aktivitäten war die Verladung von Munition im Ersten Golfkrieg 1991. Bis 1992 wurde die Anlage rege durch die Militärs genutzt. 
Auch die Forstwirtschaft entdeckte wieder die neue Verlademöglichkeit. So wurden Forstprodukte bis zum Ende des Güterverkehrs im Bahnhof Zolleiche verladen. Von 2001 bis 2009 war die Strecke und damit der Bahnhof gesperrt.
Die Anlage war 2008 noch in einem guten Zustand und seit 2009 der Abschnitt der Hunsrückquerbahn zwischen Büchenbeuren und Morbach als Touristikbahn wieder in Betrieb genommen worden war, war dort ein Haltepunkt für Besucher des Archäologieparks Belginum eingerichtet worden. Seit 2012 findet allerdings kein touristischer Verkehr mehr auf der Strecke statt.